# Yasmine Bleeth

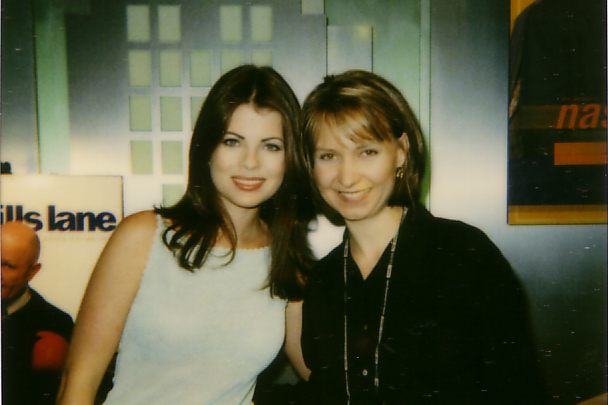
Yasmine Bleeth (links) und Joy Cantilo (2006)

Yasmine Amanda Bleeth (* 14. Juni 1968 in New York City) ist eine US-amerikanische Schauspielerin.

## Leben und Karriere
Yasmine Bleeth ist die Tochter eines US-amerikanischen Vaters deutscher und russischer Herkunft und einer franko-algerischen Mutter, die im Alter von 47 Jahren an Brustkrebs gestorben ist. Sie hat zwei Halbbrüder, Tristan und Miles Bleeth.
Ihre erste bekannte Rolle hatte Bleeth im Alter von sechs Monaten in einem Werbespot der Firma Johnson für Baby-Shampoo. Bekannt wurde sie durch die Rolle der Caroline Holden in der Fernsehserie Baywatch. Sie spielte auch die Hauptrolle im Science-Fiction-Thriller Das Grauen am See. In der Serie Nash Bridges spielte sie die MCD-Inspectorin Caitlin Cross. Für ihre Darstellung in Die Sportskanonen (1998) erhielt sie 1999 eine Nominierung für die Goldene Himbeere in der Kategorie Schlechteste Schauspielerin. Zuletzt trat sie als Schauspielerin in dem Film Baywatch – Hochzeit auf Hawaii (2003) in Erscheinung. Ihr Schaffen umfasst mehr als 25 Film- und Fernsehproduktionen.
Seit dem 25. August 2002 ist Bleeth mit Paul Cerrito verheiratet.

## Filmografie (Auswahl)
- 1983: Hey Babe!
- 1985–1989: Ryan’s Hope (Fernsehserie, 13 Folgen)
- 1991–1993: Liebe, Lüge, Leidenschaft (One Life to Live, Fernsehserie)
- 1993–1997: Baywatch – Die Rettungsschwimmer von Malibu (Baywatch, Fernsehserie, 56 Folgen)
- 1994: The Force
- 1995: Baywatch: Forbidden Paradise
- 1996: Baywatch Nights (Fernsehserie, eine Folge)
- 1996: Schmerzen der Schönheit (A Face to Die For, Fernsehfilm)
- 1996: Ein Leben in Schande – Die ganze Welt schaut auf Dich (Talk to Me, Fernsehfilm)
- 1997: Deine Schönheit ist dein Verderben (Crowned and Dangerous, Fernsehfilm)
- 1998: Das Grauen am See (The Lake, Fernsehfilm)
- 1998: Veronica (Veronica’s Closet, Fernsehserie, eine Folge)
- 1998: Die Sportskanonen (BASEketball)
- 1998–2000: Nash Bridges (Fernsehserie, 40 Folgen)
- 1999: Geraubtes Glück (Ultimate Deception, Fernsehfilm)
- 1999: Auf der Straße der Träume (Heaven or Vegas)
- 1999: Coming Soon
- 1999: It Came from the Sky (Fernsehfilm)
- 1999: Undercover Angel
- 1999: Road Rage (Fernsehfilm)
- 2000: Goodbye, Casanova
- 2000: Hidden War (Fernsehfilm)
- 2000: V.I.P. – Die Bodyguards (V.I.P., Fernsehserie, eine Folge)
- 2000–2001: Titans – Dynastie der Intrigen (Titans, Fernsehserie, 14 Folgen)
- 2003: Baywatch – Hochzeit auf Hawaii (Baywatch: Hawaiian Wedding, Fernsehfilm)